# Giulio Borrelli
Giulio Sciorilli Borrelli (Atessa, 13 marzo 1946) è un giornalista e politico italiano.

## Biografia
Nasce ad Atessa, in provincia di Chieti, nel 1946. Suo padre, Raffaele, fu deputato del Partito Comunista Italiano dal 1953 al 1963. 
Dopo la laurea con lode in giurisprudenza presso l'Università La Sapienza di Roma, comincia a lavorare a l'Unità nel 1970 nella cronaca di Roma, seguendo sia la nera sia la bianca istituzionale. Nel 1974 diventa capocronista succedendo ad Antonio Zollo. Nel 1976, alla vigilia delle elezioni amministrative che porteranno sullo scranno più alto del Campidoglio l'indipendente e storico dell'arte Giulio Carlo Argan, le pagine di cronaca di Roma vengono portate da 2 a 4. Giulio Borrelli si trova così a guidare una redazione di giovani che si misura ogni giorno con la concorrenza importante di quotidiani come Il Messaggero, Il Tempo, Paese Sera. Fanno parte di quella pattuglia tra gli altri Antonio Caprarica, Paolo Soldini, Roberto Roscani, Gregorio Botta, Guido Dell'Aquila, Piero Sansonetti, Stefano Bocconetti, Matilde Passa, Duccio Trombadori, Sergio Criscuoli.
Nel 1978 viene assunto in Rai, prima al Gazzettino di Roma (L'attuale TGR), poi al TG1. Nel massimo telegiornale italiano si occupa di cronaca italiana e di politica internazionale realizzando numerosi servizi ed interviste in esclusiva: dall'attentato al Papa alla vicenda Gelli-P2; dalle stragi al “processo Moro”; dai delitti di mafia alla cattura di Totò Riina; dalla caduta del comunismo nei Paesi dell'est europeo alla crisi messicana. Nel 1983 vince il "Premio Senigallia" come cronista dell'anno.
Conduce per diversi anni il telegiornale della mezzasera al fianco di Enrico Mentana e Tiziana Ferrario, e poi l'edizione delle 13.30. Editorialista di Paese Sera alla fine degli anni ottanta, ha collaborato con il Radiocorriere TV raccontando, fra l'altro, il rapporto tra gli Italiani e la televisione, che è stata una delle indagini più approfondite realizzate su questo tema. Ideatore ed anchor-man di trasmissioni e servizi di approfondimento sulle principali vicende italiane, nel 1994 diventa caporedattore del TG1 e dal 1995 conduce l'edizione delle 20.00 dello stesso telegiornale (divertente l'episodio accaduto nel 1998 dove l'ospite Roberto Benigni lo fece salire insieme a lui, abbracciati, sulla scrivania di cristallo poco prima della sigla di chiusura). Nel 1996 vince il premio internazionale "La Madonnina" per il giornalismo televisivo.
Nel 1997 pubblica per RAI-ERI il libro Palcoscenico Italia,
Da giugno 1998 a giugno 2000 è stato direttore del TG1.
Nel 2000 lascia la direzione e diventa corrispondente e responsabile della sede Rai di New York. In qualità di corrispondente dal Nord America segue per la Rai la tragedia dell'undici settembre, le elezioni presidenziali statunitensi del 2000, del 2004 e del 2008, le guerre in Afghanistan ed Iraq, compie viaggi in mezzo mondo, al seguito del presidente statunitense George W. Bush, che tra l'altro intervista in esclusiva due volte. Nel 2005 pubblica il libro Uragano W. che racconta la storia contemporanea dopo l'undici settembre. Nel 2010 pubblica Le mani sul Tg1, in cui racconta gli ultimi anni della storia del telegiornale dal punto di vista di un interno.
Con la lista civica "Uniti per Atessa", l'11 giugno 2017 viene eletto sindaco della sua città natale, Atessa, vincendo sulla lista civica "LiberAtessa" dell'amministrazione uscente con 585 voti di vantaggio. Viene riconfermato per un secondo mandato nel 2022.

### Vita privata
Giulio ha una figlia, Silvia, anche lei giornalista.

## Opere
- Palcoscenico Italia, RAI-ERI, 1997.
- Uragano w. L'America in guerra, Carabba, 2005.
- Le mani sul Tg1 - Da Vespa a Minzolini, l'ammiraglia Rai in guerra, Coniglio editore, 2010.